# Буддизм в Тыве

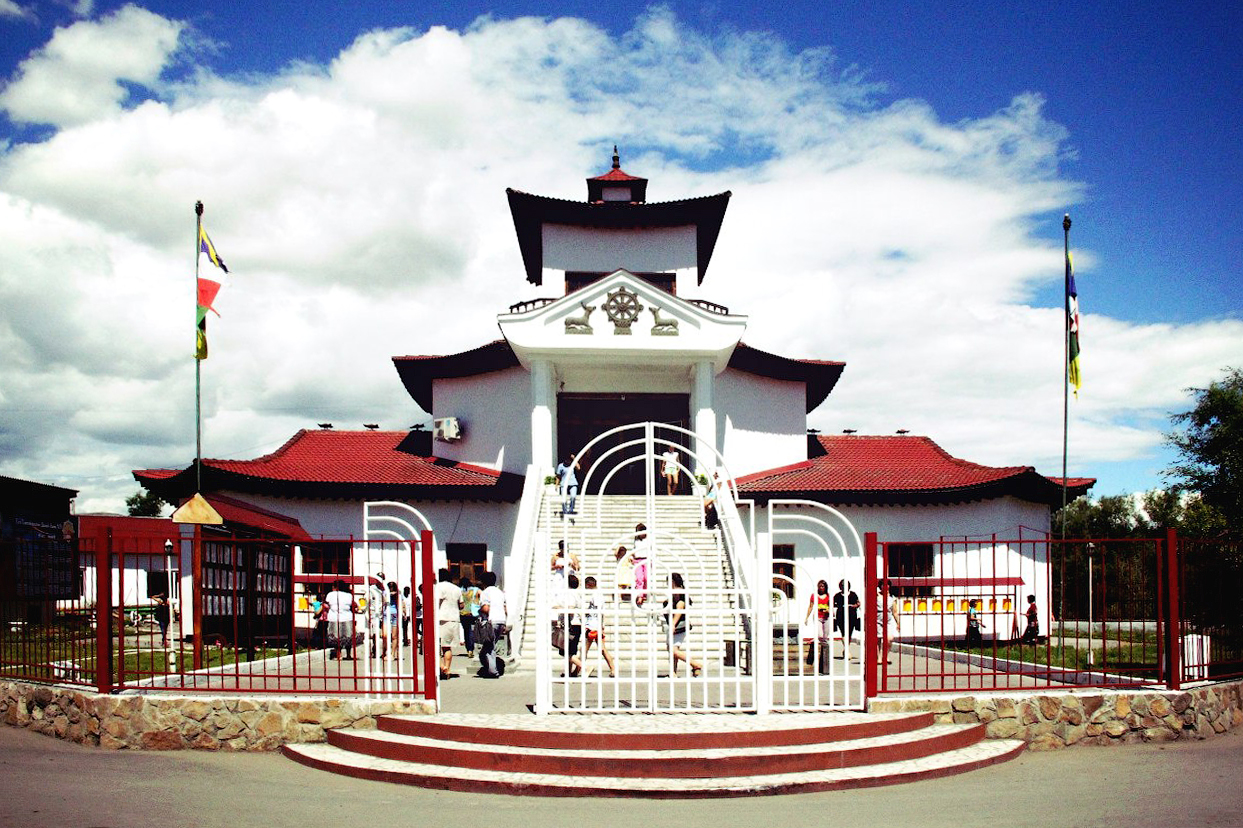
Буддийский храм Цеченлинг

Буддизм в Тыве (тув. Сарыг шажын Тывада) — региональная форма тибето-монгольского буддизма, сложившаяся на территории Тувы в XVIII—XIX веках.

## История проникновения буддизма
Первая волна буддизма пришла на эту территорию в IX веке в период Уйгурского каганата. XIII—XIV веками, когда Тува входила в состав Монгольской империи, датируются самые ранние буддийские храмы, обнаруженные археологами на территории республики. Во второй половине XVIII века, после разгрома Джунгарского ханства войсками империи Цин, Тува попала под власть маньчжуров и в это же время здесь начинают активную миссионерскую деятельность монгольские ламы, представители школы Гелуг; традиция Ньингма также получает некоторое распространение. Начиная с 1770-х годов в Туве появляются первые стационарные буддийские монастыри — хурээ.

## Развитие буддизма и репрессии
Во второй половине XIX века монастыри (хурээ) имелись в каждой тувинской области — кожууне. С экономической точки зрения они представляли собой крупные хозяйства, обслуживаемые сотнями аратов, владели скотом, занимались торговлей.
Настоятель Чаданского хурээ как глава тувинского буддизма получил титул Камбы-лама. Поскольку Тува, подобно Монголии, до 1912 года находилась под маньчжурским правлением, Камбы-ламы подчинялись непосредственно Богдо-гэгэнам в Урге: тувинский буддизм имел более тесные связи с Монголией, чем бурятский. Структура сангхи — религиозной общины строилась по общепринятым канонам. Тувинцы-буддисты часто совершали паломничества в монгольские и тибетские монастыри.
Буддизм оказал значительное влияние на традиционную культуру тувинцев: наложил отпечаток на народные обряды жизненного цикла (свадебные, родильные, погребальные), календарные праздники, на народную медицину, привёл к модернистским новшествам в шаманизме. В Туве буддизм сосуществовал с местной традицией шаманизма: в одних случаях люди обращались к шаманам, а в других — к буддийским ламам. Особой популярностью пользовалась мистерия цам, известная всем странам тибетского буддийского мира. Тибетская медицина получила здесь распространение и признание.
К концу 1920-х годов в Туве насчитывалось 19 хурээ, около 3 тысяч лам. К началу 1940-х годов все хурээ были закрыты и вскоре уничтожены, почти все ламы подверглись репрессиям, многие бежали в Монголию. К 1960-м годам несколько уцелевших лам: лама Кенден-Сюрюн в Иволгинском дацане, лама «Шымбай хелин» Шымбай-оол Куулар (1898—1991) в местечке Кирбииш-Сарай, Донгак Комбу Дуктуг-оолович (1909-1982), Сарыг Хелин башкы, Куулар Орус башкы, Казак башкы, в продолжали тайно принимать население и проводить религиозные ритуалы.

## Современное состояние
С 1990 года в Туве происходит возрождение буддийской общины.
В 2023 году в Кызыле открылся крупнейший в России 12-этажный буддийский монастырь «Тубтен Шедруб Линг», построенный по инициативе министра обороны Сергея Шойгу.

### Буддийские организации
«Управление Камбы-ламы Республики Тыва» — согласно Уставу в 2010 переименована в «Объединение буддистов Тувы»
В Министерстве юстиции Российской Федерации зарегистрированы следующие буддийские религиозные организации (по состоянию на 10.12.2013):
- Централизованная религиозная организация «Объединение Буддистов Тувы» (г. Кызыл, улица Щетинкина-Кравченко, дом 2)
- Местная религиозная организация «Тувинское буддийское общество города Кызыла» (г. Кызыл, улица Щетинкина-Кравченко, дом 32)
- Кызылская буддийская местная религиозная организация «МАНДЖУШРИ» (г. Кызыл, ул. Рабочая, д. 97)
- Кызылская местная буддийская религиозная организация «Будда Лоселинг» (г. Кызыл, ул. Рабочая, д. 328)
- Кызылская местная буддийская религиозная организация «Кунпенчёцо» (город Кызыл, улица Каа-Хем, дом 2, квартира 19)
- Местная буддийская религиозная организация «Дамба-Брайбулинг» г. Кызыла (г. Кызыл, улица Фрунзе, дом 46, квартира 2)
- Местная буддийская религиозная организация «Ламрим» г. Кызыла (г. Кызыл, улица Красных Партизан, дом 1, квартира 29)
- Местная буддийская религиозная организация «ТАШИПАНДЕЛИН» (г. Кызыл, улица Колхозная, дом 101)
- Местная религиозная буддийская организация города Кызыла «Ганден Чойпелин» (г. Кызыл, улица Оюна Курседи, д. 137 «а»)
- Местная религиозная буддийская организация «Намзырай» г. Кызыла (г. Кызыл, улица Лопсанчапа, дом 13, квартира 96)
- Местная буддийская религиозная организация «Центр будды Медицины МАНЛА города Кызыла» (г. Кызыл, улица Кечил-оола, дом 7 е, квартира 37)
- Местная буддийская религиозная организация Бай-Тайгинского кожууна «Дунгар Егил Лин» (Бай-Тайгинский район, село Шуй, улица Нордуп, дом 15)
- Местная буддийская религиозная организация Бай-Тайгинского кожууна «Шедуп Даржаалин» (Бай-Тайгинский район, село Тээли, улица Карла Маркса, дом 20)
- Барун-Хемчикская кожуунная местная буддийская религиозная организация «Лопсан Чинмит» (село Кызыл-Мажалык, улица Сельская, дом 17)
- Религиозная местная буддийская организация Алдыы-Хурээ «Майтрейи» города Чадаан Дзун-Хемчикского кожууна (Дзун-Хемчикский район, город Чадан, улица Чургуй-оола, дом 83)
- Местная религиозная буддийская организация «Зеленая Тара» пгт. Каа-Хем Кызылского кожууна (Кызылский район, поселок городского типа Каа-Хем, улица Заводская, дом 1а)
- Местная религиозная буддийская организация Сут-Хольского кожууна «Дуптен Шедуплин» (Сут-Хольский район, село Ак-Даш, улица улуг-Алаак, дом 9)
- Местная религиозная буддийская организация Тере-Хольского кожууна «Чыргалан» (Тере-Хольский район, село Кунгуртук, улица Дружбы, дом 53)
- Местная буддийская религиозная организация «Управление Даа-Ламы Тоджинского кожууна» (Тоджинский район, село Тоора-Хем, улица Чургуй-оола, дом 9)
- Местная буддийская религиозная организация «Ганден» Улуг-Хемского кожууна Республики Тыва (Улуг-Хемский район, город Шагонар, улица Дружбы)
- Местная буддийская религиозная организация хурээ «Сунрап Гьяцолинг» Эрзинского кожууна (Эрзинский район, село Эзин, улица Аэропортная)
- Местная буддийская религиозная организация Эрзинского кожууна «Лхамо» (Эрзинский район, село Эрзин, улица Сайзырал)

### Действующие буддийские храмы и монастыри
По состоянию на 2010 год.
- Цеченлинг (Управление Камбы-Ламы РТ)
- Кооп-Соок Хурээзи
- Шедуп Даржалинг Хурээзи
- Тубтен Чойлинг Хурээзи
- Алдыы-Хурээ (г. Чадан)
- Тубтен Шеддуплинг
- Овурнун Дуганы
- Гандан Дойолинг-Улуг-Хемнин Дуганы
- Даши Панделинг (пгт. Каа-Хем)
- Долмалинг (Монгун-Тайга)
- Самагалтай Хурээзи
- Эрзиннин Хурээзи
- Каа-Хемнин Дуганы
- Бай-Хаактын Дуганы
- Хову-Аксынын Дуганы
- Устуу-Хурээ (г. Чадан)
- Гандан Пунцоглинг (Дхарма Центр г. Кызыл)

## Верховные Ламы Тувы
- 1991—1997 г.г. O. Казак Оргудаевич Сандак. Он первым, в постсоветское время, исполнял обязанности верховного ламы Тувы, но не был Камбы ламой.
- 1997 — 2000 г.г. I. Аганак Щорсович Хертек.
- 2000 — 2002 г.г. II. Еше Дагпа — гелонг, выпускник университета при Иволгинском дацане. В миру Долаан Куулар.
- 2002 — 2005 г.г. III. Лобсан Тубден (Март-оол Николаевич Норбу-Самбу).
- 2005 — 2010 г.г. IV. Джамбел Лодой (Апыш-Оол Шууракайович Сат).
- 2010 — 2014 г.г. V. Сульдум Башкы (Куулар, Николай Бугажикович).
- 2014 — 2019 г.г. VI. Лопсан Чамзы (Байыр-оол Серенович Шыырап).
- 2019 — 2020 г.г. VII. Джамбел Лодой (Апыш-Оол Шууракайович Сат).
- 2020 — 2025 г.г. VIII. Гелек Нацык-Доржу (Сергек Олегович Сарыглар), — выпускник университета при Иволгинском дацане.